# Getijdenboek verlucht door Gerard David
Het Getijdenboek verlucht door Gerard David is een verlucht getijdenboek voor gebruik van Rome dat gemaakt werd tussen 1484 en 1486. Het handschrift wordt nu bewaard in de collectie van de Real Biblioteca del Monasterio de San Lorenzo de El Escorial in Spanje

## Beschrijving
Het kleine handschrift bestaat uit 235 perkamenten folia van 157 bij 115 mm groot. De tekst is geschreven in het Latijn in een enkele kolom met 17 lijnen per bladzijde in een gotisch schrift. Het boek bevat zevenendertig miniaturen waarvan er vijftien volbladminiaturen van de hand zijn van Gerard David. Andere miniaturisten die aan het werk bijdroegen zijn de Meester van het gebedenboek van Dresden, de Meester van Edward IV en andere meesters uit de Gents-Brugse school.
Het jaar 1486 is genoteerd in de omlijsting van de miniatuur van Lazarus, waaruit men kon afleiden dat het boek gemaakt werd in de beginperiode van Gerard Davids carrière in Brugge.

## Verluchting
De marges van het manuscript zijn uitgewerkt in de Gent-Brugse stijl versierd met bloemen, vogels, vlinders, insecten, dieren en allerlei drôlerieën. De tekst is versierd met talloze gekleurde en versierde initialen waarbij veel bladgoud werd gebruikt.
De miniaturen maken indruk door hun grote artistieke kwaliteit en zeggingskracht. De compositie getuigt van een grondige perceptie van de onderwerpen.
Een aantal miniaturen werden uit het boek verwijderd en raakten verspreid over musea en collecties in de ganse wereld. Een daarvan is een “Sancta Facies” nu bewaard in het Metropolitan Museum of Art in  New York.

## Web links
- Afbeeldingen op Ziereis facsimiles.